# Edith Massey
Ej att förväxla med långdistanslöparen Edith Masai.
Edith Massey, född 28 maj 1918 i San Francisco, Kalifornien, död 24 oktober 1984 i Los Angeles, Kalifornien, var en amerikansk skådespelerska, känd för sin medverkan i filmer av John Waters.
Hon växte upp i ett barnhem i Denver men flyttade senare till Los Angeles, där hon försökte slå igenom i nöjesbranschen. Senare flyttade hon till Baltimore där hon arbetade i baren på ett hotell. Där träffade hon John Waters som gav henne en roll i sin film Multiple Maniacs (1970). Bäst ihågkommen är hon för rollen som Edie "The Egg Lady" i Pink Flamingos (1972) och den onda drottning Carlotta i Desperate Living (1977). Hon öppnade sedan en second-hand-butik, "Edith's Shopping Bag". Hon flyttade till slut tillbaks till Kalifornien där hon dog 1984. 
Massey provade även lyckan som sångerska och spelade in låtar som Big Girls Don't Cry och Punks, Get Off the Grass.
Hon medverkade även i musikvideon till John Mellencamps (då John Cougar) låt This Time, där hon spelar sångarens flickvän, och syns på omslaget på hans skiva Nothing Matters And What If It Did.

## Filmografi
- 1984 – Mutants in Paradise
- 1981 – Polyester
- 1977 – Desperate Living
- 1974 – Female Trouble
- 1972 – Pink Flamingos
- 1970 – Multiple Maniacs